# Helgedomen
Helgedomen är ett naturreservat i Lindesbergs kommun i Örebro län.
Området är naturskyddat sedan 1996 och är 26 hektar stort. Reservatet, varit domänreservat sedan 1937, består av  tallmyrar och barrskog.
Intill reservatet finns en milstolpe av gjutjärn.